# سیارک ۱۱۲۰۳
سیارک ۱۱۲۰۳ (به انگلیسی: 11203 Danielbetten، نامگذاری:1999FV26) یازده هزار و دویست و سومین سیارک کشف شده‌است که در ۱۹ مارس ۱۹۹۹ کشف شد.
قدر مطلق سیارک برابر ۱۶.۲ است.